# Relations entre l'Angola et la France
Les relations entre l'Angola et la France désignent les relations diplomatiques bilatérales s'exerçant entre, d'une part, la République d'Angola, État d'Afrique australe, et de l'autre, la République française, État principalement européen.

## Histoire
En 1953, l'entreprise française Total s'implante en Angola. 

Drapeau officiel de la République du Cabinda, Etat éphémère d'Afrique subsaharienne et province séparatiste d'Angola.

Le soutien français aux séparatistes de la République du Cabinda et l'Angolagate a longtemps rendu difficiles les relations entre les deux pays. 

## Période contemporaine

### Échanges culturels et universitaires
L'Angola accueille un lycée français et trois Alliances françaises. 

### Relations économiques
L'Angola est le second bénéficiaire des IDE français en Afrique subsaharienne et la France est le troisième investisseur en Angola. Elle investit principalement dans l'industrie extractive (pétrole et minerais). Total Energies est le premier opérateur en Angola avec 30% de la production pétrolière. Les échanges commerciaux se concentrent presque exclusivement dans le secteur des hydrocarbures : le pétrole brut constitue 99% des importations françaises et une part importante des exportations françaises en Angola sont des équipements destinés au secteur des hydrocarbures.
L'Agence française de développement est présente en Angola depuis juillet 2017.
En 2019, l'ambassade de France recense environ 2000 ressortissants français présents en Angola tandis que la communauté angolaise présente en France est estimée à 12 000 membres.

### Enjeux démocratiques
La question des droits de l'homme reste centrale dans les relations entre l'Angola et la France, en particulier eu égard aux violences sexuelles à l'encontre des Congolaises expulsées du nord de l'Angola en 2003 sous la présidence de José Eduardo Dos Santos, considéré comme un partisan de l'autoritarisme et de la torture. 

### Diplomatie en Afrique subsaharienne
Paris et Luanda agissent de concert pour résoudre la crise politique en République démocratique du Congo en appelant au respect de l'accord de 2016. En République centrafricaine également, l'Angola apparaît pour la France comme une puissance stabilisatrice et pacifique.